# Museo archeologico di Smirne
Il Museo archeologico di Smirne (in turco İzmir Arkeoloji Müzesi) si trova a Smirne, nel quartiere centrale di Konak.

## Storia
Il museo è stato fondato nel 1924 sul sito della chiesa abbandonata di Ayavulka, nel quartiere di Basmane. L'apertura al pubblico risale al 1927, dopo un'attività di sistemazione museografica durata tre anni. Nel 1951 fu trasferito nel Padiglione nazionale dell'educazione al Kültürpark (parco della Cultura), convertito per l'occasione in museo. L'ultimo trasferimento, nell'edificio attuale appositamente costruito nel parco Bahribaba a Konak, risale al 1984, quando riaprì al pubblico.

## Percorso espositivo
Situato in un'area espositiva totale di 5000 m², vanta reperti dall'Età del Bronzo al periodo bizantino, con un lapidario che arriva come datazione dei reperti al XIX secolo, con alcuni pezzi del periodo ottomano.
I reperti di scavo provengono da tutta la regione anatolica occidentale attorno a Smirne, con pezzi dall'antica Smyrna (sito di Bayraklı), da Efeso, Pergamo, Mileto, Afrodisia, Clazomene, Teos, Iasos. 
Il percorso si snoda su due piani, più il giardino all'aperto con il lapidario, a cui si aggiungono laboratori didattici e di restauro, depositi, una sala conferenze e gli uffici amministrativi.